# Obszar Chronionego Krajobrazu Wydm Kotliny Toruńsko-Bydgoskiej

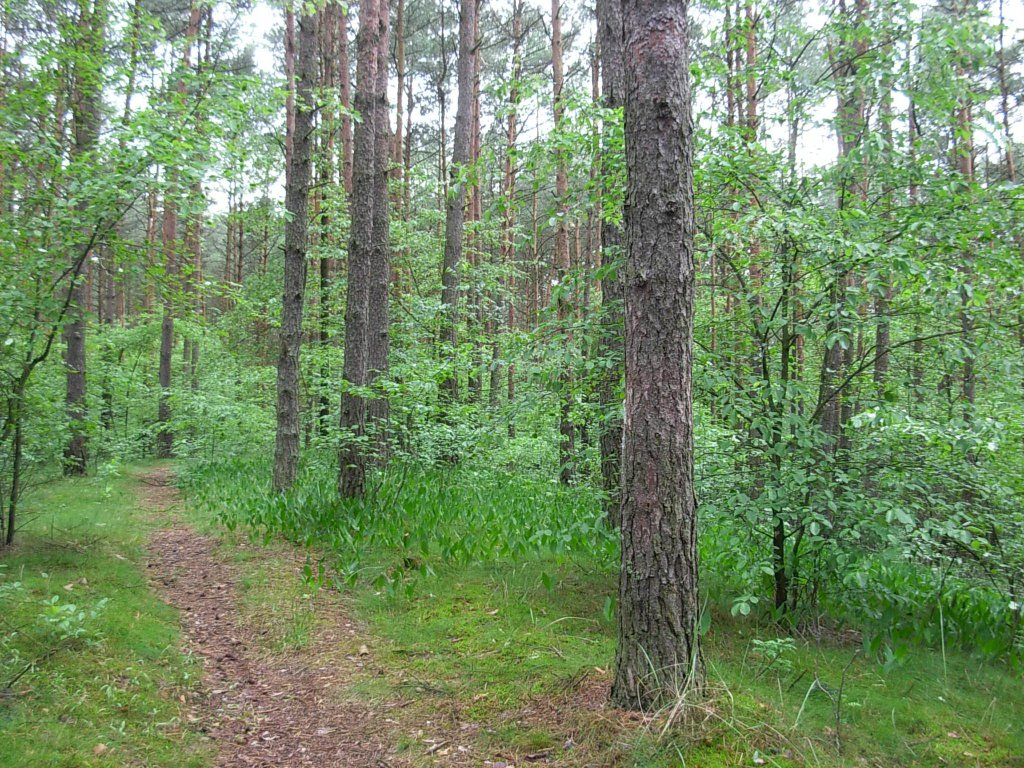
Bór świeży w Puszczy Bydgoskiej

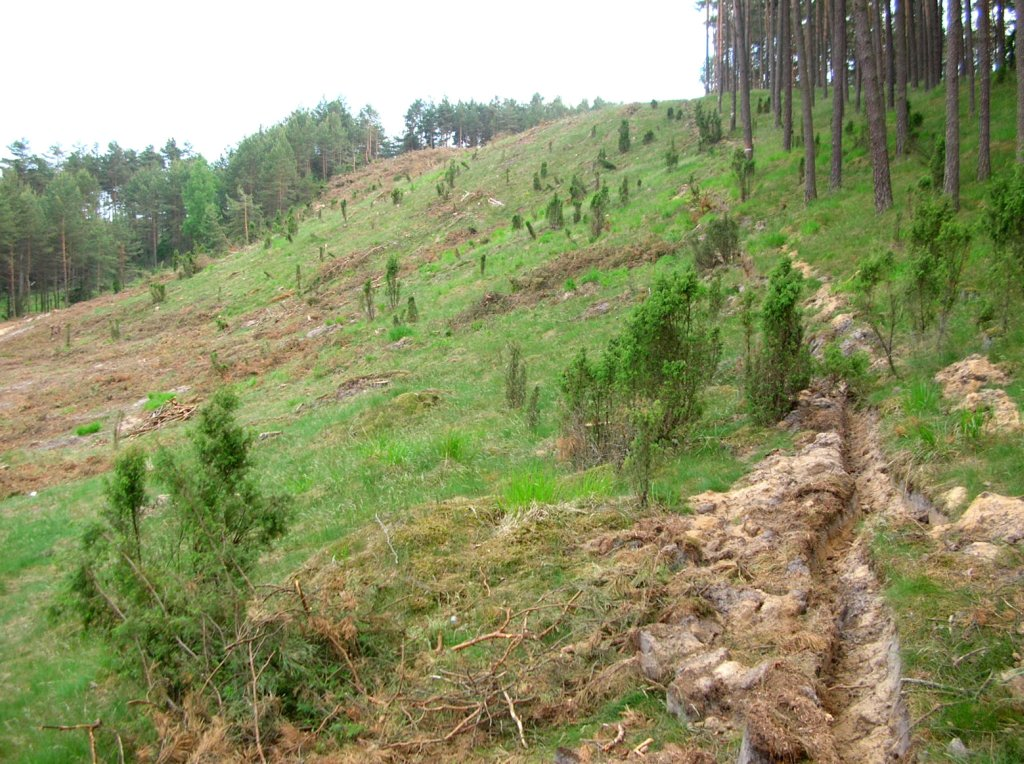
Zrąb na zboczu wydmy

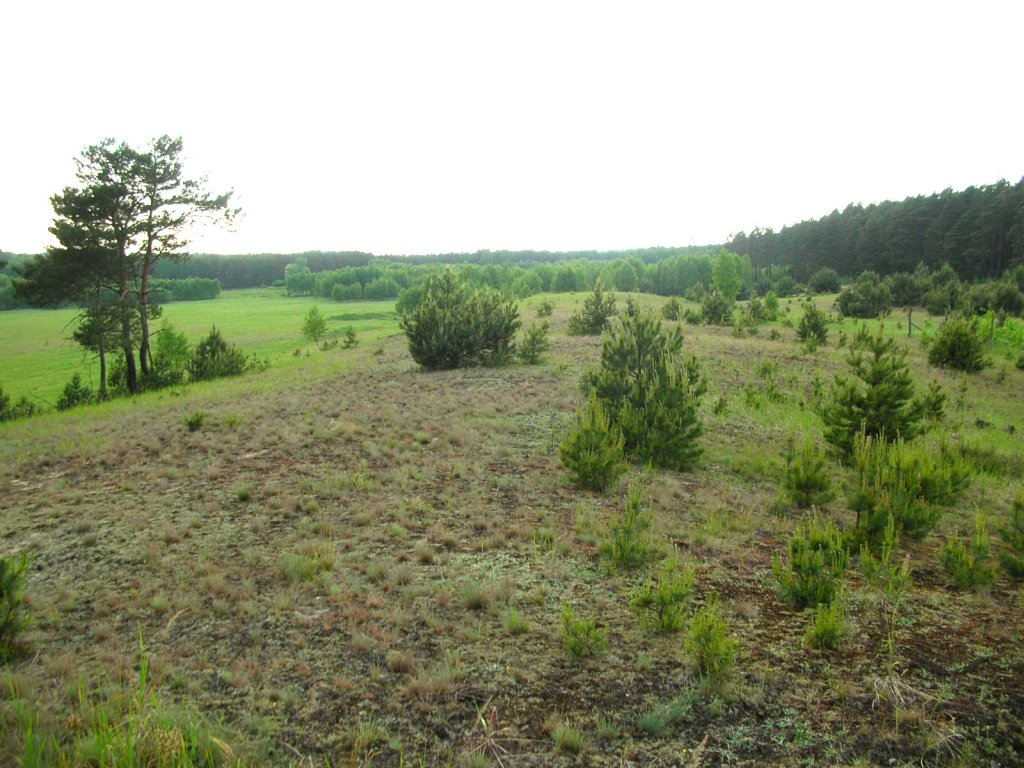
Niewielki wał wydmowy na łące w Puszczy Bydgoskiej

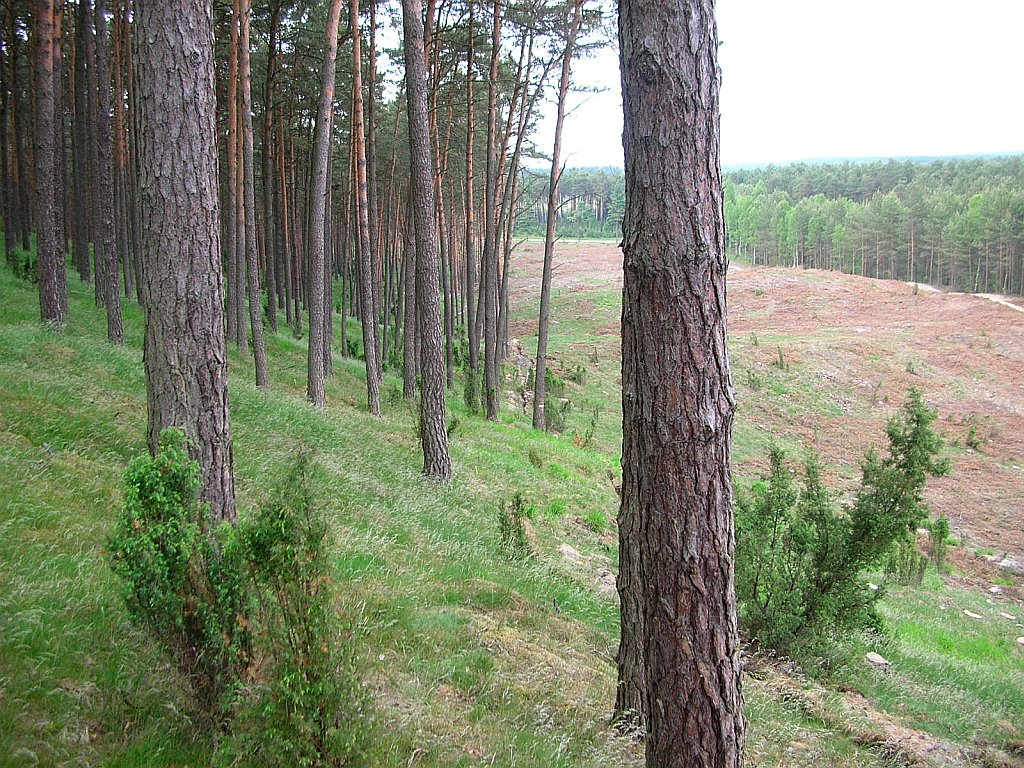
Krajobraz w Puszczy

Obszar Chronionego Krajobrazu Wydm Kotliny Toruńsko-Bydgoskiej – obszar chronionego krajobrazu położony w środkowej części województwa kujawsko-pomorskiego.
Obszar został utworzony na mocy Rozporządzenia Nr 9/91 Wojewody Bydgoskiego z dnia 14 czerwca 1991 roku. Zajmuje powierzchnię 281 km².

## Lokalizacja
Obszar stanowi fragment Pradoliny Toruńsko-Eberswaldzkiej, na terenie mezoregionu Kotlina Toruńska (315.35) i mikroregionu Wydmy Puszczy Bydgoskiej (315.354). Znajduje się na południe od Bydgoszczy, wkraczając na terytorium miasta w okolicy lasów położonych na południe od Zakładów Chemicznych „Zachem” i Bydgoskiego Parku Przemysłowego oraz ciągnie się w kierunku wschodnim obejmując większość obszaru Puszczy Bydgoskiej. Na wschodzie graniczy z Obszarem Chronionego Krajobrazu Wydmowy na południe od Torunia, zaś na południowym zachodzie z Obszarem Chronionego Krajobrazu Łąk Nadnoteckich.
Obszar znajduje się na terenie gmin: Bydgoszcz, Białe Błota, Nowa Wieś Wielka, Rojewo, Solec Kujawski i Gniewkowo.

## Charakterystyka
Obszar składa się z dwóch jednostek:
- części zachodniej: 246 km²,
- części wschodniej: 35 km².

Podobszar zachodni obejmuje podstawowy fragment Kotliny Toruńsko-Bydgoskiej w granicach dawnego województwa bydgoskiego.
Na jego powierzchnię składają się:
- lasy: 231,5 km² (94% obszaru),
- wody (głównie Jezioro Jezuickie): 1,50 km²,
- tereny pozostałe, przeważnie rolne: 13 km².

Podobszar wschodni obejmuje natomiast obszar położony w okolicach Gniewkowa i Suchatówki.
Obszar Chronionego Krajobrazu pokrywają zwarte kompleksy borów świeżych (z dominującą sosną) oraz jedne z największych w Polsce pola wydmowe. Urozmaiceniem krajobrazu są liczne topole, z których wiele ustanowiono pomnikami przyrody.
Stanowi on strefę masowego wypoczynku mieszkańców Bydgoszczy, Solca Kujawskiego i innych pobliskich miejscowości.

### Pola wydmowe
W granicach Obszaru Chronionego Krajobrazu znajduje się jeden z największych kompleksów wydm śródlądowych występujących w Polsce (obok wydm Puszczy Kampinoskiej, Międzyrzecza Warty i Noteci, wydm Dolnego Śląska, południowej Wielkopolski i Równiny Biłgorajskiej).
Wydmy powstały z piasków akumulacji rzecznej, naniesionych przez wody roztopowe lodowca płynące Pradoliną Toruńsko-Eberswaldzką.
Przeważają wydmy paraboliczne zwrócone ramionami w kierunku zachodnim, gdyż wiatry z tego sektora przeważały w głównych okresach wydmotwórczych. Rzadziej są to wały wydmowe, o dłuższej osi położonej na kierunku zachód-wschód lub nieregularne pagórki. W większości formy wydmowe nie są w pełni wykształcone, często łączą się tworząc system wyniesień różnego kształtu.
Wydmy osiągają wysokość bezwzględną 104 m n.p.m., przy przeciętnym wyniesieniu terasy 69–71 m n.p.m. Średnia ich wysokość względna wynosi 10–25 m, a długość ok. 1700 m, osiągając maksymalne wartości rzędu 5200 m. Nachylenie zboczy dowietrznych w strefie czoła wydm parabolicznych wynosi przeciętnie 10–13°, a zboczy odwietrznych 19–22°. Wartości te są nieco inne w przypadku ramion wydm. Obszary międzywydmowe nie tworzą typowych niecek deflacyjnych, są natomiast często podmokłe i zatorfione z niewielkiej miąższości materiałem organicznym (0,5–1,0 m). Na niewielkiej powierzchni przekształcenia eoliczne są słabsze i nie utworzyły się tam wydmy (np. okolice Wypalenisk, Trzcińca). Kompleks wydm prawie w całości zalesiony jest borami sosnowymi (siedlisko boru świeżego).
Obszar Chronionego Krajobrazu Wydm Kotliny Toruńsko-Bydgoskiej znajduje się w strefie oddziaływań emisji przemysłowych i energetycznych ze strony Bydgoszczy i Torunia (tlenki siarki, azotu, pyły). W związku z tym część drzewostanów zaliczana jest do uszkodzonych pod wpływem tych emisji w stopniu średnim i słabym. Oznacza, to w pierwszym przypadku uszkodzenie aparatu asymilacyjnego drzew od 26% do 60%, a w drugim od 11% do 25%.

### Rezerwaty przyrody
- Łażyn – ochrona 180-letniego boru sosnowego, reprezentatywnego dla Puszczy Bydgoskiej;
- Piecki Jezuickie – projektowany rezerwat częściowy, chroniący torfowisko i bór bagienny z gatunkami rzadkich roślin chronionych.

## Ograniczenia środowiskowe
Na Obszarze Chronionego Krajobrazu Wydm Kotliny Toruńsko-Bydgoskiej zakazane jest naruszanie stateczności wydm i pól wydmowych. Ze względu na glebo- i wodochronny charakter lasów – niektóre fragmenty kompleksów leśnych nie są wskazane do zrębów całkowitych.
Poza tym obowiązują na tym obszarze zakazy dotyczące obszarów chronionego krajobrazu zawarte w ustawie o ochronie przyrody.